# Hautot-sur-Seine
Hautot-sur-Seine är en kommun i departementet Seine-Maritime i regionen Normandie i nordvästra Frankrike. Kommunen ligger i kantonen Canteleu som tillhör arrondissementet Rouen. År 2022 hade Hautot-sur-Seine 395 invånare.

## Befolkningsutveckling
| Befolkningsutvecklingen i Hautot-sur-Seine 1968–2021 | Befolkningsutvecklingen i Hautot-sur-Seine 1968–2021 | Befolkningsutvecklingen i Hautot-sur-Seine 1968–2021 | Befolkningsutvecklingen i Hautot-sur-Seine 1968–2021 | Befolkningsutvecklingen i Hautot-sur-Seine 1968–2021 |
| ---------------------------------------------------- | ---------------------------------------------------- | ---------------------------------------------------- | ---------------------------------------------------- | ---------------------------------------------------- |
|                                                      |                                                      |                                                      |                                                      |                                                      |
| År                                                   |                                                      |                                                      | Folkmängd                                            |                                                      |
| 1968                                                 | 1968                                                 |                                                      | 207                                                  |                                                      |
| 1975                                                 | 1975                                                 |                                                      | 223                                                  |                                                      |
| 1982                                                 | 1982                                                 |                                                      | 278                                                  |                                                      |
| 1990                                                 | 1990                                                 |                                                      | 360                                                  |                                                      |
| 1999                                                 | 1999                                                 |                                                      | 352                                                  |                                                      |
| 2007                                                 | 2007                                                 |                                                      | 352                                                  |                                                      |
| 2015                                                 | 2015                                                 |                                                      | 412                                                  |                                                      |
| 2021                                                 | 2021                                                 |                                                      | 396                                                  |                                                      |